# سيمين جون
سيمين جون (بالإنجليزية: Simen Johan)‏ هو فنان ومصور أمريكي، ولد في 1973.